# Leonardo Tambussi
Leonardo Gabriel Tambussi, ou apenas Leo Tambussi, (Buenos Aires, 2 de Setembro de 1981) é um futebolista argentino, que joga habitualmente à defesa.
Chegou ao campeonato português na época 2006/2007 para representar o Boavista Futebol Clube. Tendo assinado pelo Portimonense Sporting Clube no início da época 2008/2009.